# Íránské jazyky
Íránské jazyky jsou odnoží indoíránské větve indoevropské jazykové rodiny. Zhruba 40 jazyky mluví 150–200 milionů mluvčích především v oblasti Středního a Blízkého východu – v Íránu, Afghánistánu, Pákistánu, Tádžikistánu, Iráku, Turecku a na Kavkaze. Nejpoužívanějšími jazyky jsou perština (53 milionů rodilých mluvčích), kurdština (45 milionů) a paštština (40 milionů).
Písemné památky jsou doloženy již ve starověku. Stará perština z 6.–3. století př. n. l. dochovala v klínových nápisech, mezi íránské jazyky patřila rovněž avestánština, jazyk svatých zoroastrických textů, vznikajících od 7. století př. n. l. Dnes se pro zápis íránských jazyků používá především upravené arabské písmo (perština, kurdština, paštština, balóčtina), latinka (kurdština v Turecku a Sýrii) a cyrilice (tádžičtina, osetština).

## Dělení
- východoíránské jazyky
  - severovýchodní íránské jazyky
    - avestština (†)
    - skythština (†)
    - kimmerijština (†)
    - sauromatština/sarmatština (†)
    - alanština (†)
    - osetština
      - dialekt 'iron'
      - dialekt 'digoron'
      - jáština (†)

    - sogdština (†)
      - jaghnóbština

  - jihovýchodní íránské jazyky
    - sačtina (†)
      - chótanština (†)
      - tumšučtina (†)

    - baktričtina (†)
    - chórezmština (†)
    - paštština
    - wanečtina
    - pamírské jazyky
      - severní skupina pamírských jazyků
        - wandžština (†)
        - jazghulámština
        - jazyky šughnánsko-róšánské skupiny
          - šughnánština, badžúwština a šáchdaraština (†)
          - róšánština a chúfština
          - bartangština a rášárvština
          - sarikoli

        - mundžánština a jidghánština
        - sarghulámština (†)

      - jižní skupina pamírských jazyků
        - wachánština
        - iškášimština, sangléčtina a zébáčtina (†)

- jihovýchodoíránské jazyky (nejasná klasifikace)
  - paráčtina
  - órmurština
- západoíránské jazyky
  - severozápadní íránské jazyky
    - médština (†)
    - parthština (†)
    - balúčština
    - kurdština (kurmándží, sorání aj.)
    - zázáčtina, góránština a haurámánština
    - táleština a kaspické tátské dialekty (karengánština, kalásúrština, chojnarúdština, harzandština, kilitština, šáhrúdština, kadžalština, čarzeština, choínština, čálština, dánesfánština, eštehárdština, kúhpáještina, alamútština, vafština, alvírština, vídarština)
    - ázerština (†), gorgánština (†), gílačtina a mázanderánština
    - semnánské dialekty (sorcheština, lásgardština, bijábánačtina, aftarština, sangesarština) a semnánština
    - dialekty centrálního Íránu a dialekty Tafreše (áštijánština, ámoreština, kahačtina, chánsárština, natanzština, rádžština, bádrúdština, abúzejdábádština, abjáneština, bígdolština, židovský kášánský dialekt, váníšánština, qohrúdština, mejmeština, džoušaqánština, kešeština, járandština, farízandština, gazština, zefreština, džarqúještina, jazdština, kermánština, židovský jazdský dialekt, židovský isfahánský dialekt, židovský hamadánský dialekt, dialekty pouště Dašt‑e Kavír, chúrština, farvíština, ávarzamánština)
    - dialekty jihozápadního Íránu (sívandština, tadžríština)

  - jihozápadní íránské jazyky (jazyky Persidy)
    - staroperština
    - pahlavština (středoperština)
    - perština
      - afghánská darí
      - tádžičtina
      - hazárština
      - buchárština

    - tátština (kavkazská)
    - dezfúlština a šúštarština
    - lorština, gijánština, bachtijárština, bújer-ahmadština
    - dialekty provincie Fárs (másarmština, davánština, samghánština, pápúnština, ardakánština, búrengánština, kalátština, búšehrština, daštačtina, emámzáde-esmáílština, gávkošačtina, chollárština, kondázština, židovská šírázština, ríšahrština, tangestánština, angálština; stará kázerúnština (†), stará šírázština (†))
    - bandarština
    - komzárština a láračtina
    - bašákerdština
    - lárestánština